# لي كيو هوان
لي كيو هوان (مواليد 1915) هو ملاكم كوري جنوبي، مثّل بلاده في الألعاب الأولمبية الصيفية 1936.

## روابط خارجية
لي كيو هوان على موقع أوليمبيديا (الإنجليزية)